# ألفرد بريان بوندز
ألفرد بريان بوندز (بالإنجليزية: Alfred Bryan Bonds)‏ هو ضابط أمريكي، ولد في 3 نوفمبر 1913، وتوفي في 7 سبتمبر 1989.